# Karsten Hønge
Karsten Hønge (ur. 25 września 1958 w Nykøbing Mors na wyspie Mors) – duński polityk, samorządowiec i działacz związkowy, poseł do Folketingetu (2007–2011, od 2015).

## Życiorys
Syn stolarza Anke i sprzątaczki Inge Hønge. W 1978 został absolwentem gimnazjum w Thisted, w 1983 zdobył specjalizację jako stolarz. W 2013 ukończył roczny kurs dziennikarski w Duńskiej Szkole Mediów i Dziennikarstwa (Danmarks Medie- og Journalisthøjskole). W latach 1978–1979 odbywał służbę wojskową. Działał w związkach i organizacjach zawodowych, m.in. w Forbundet Træ-Industri-Byg i Danmark (TIB), zrzeszającym stolarzy i pracowników budowalaych, był szefem jego struktur w Odense (1997–2006) i Fionii (2006–2007).
Zaangażował się w działalność polityczną w ramach Socjalistycznej Partii Ludowej. Początkowo był działaczem jej młodzieżówki, w latach 1974–1977 zasiadając w jej władzach. Od 1977 do 1978 pozostawał też wiceszefem krajowej organizacji uczniów gimnazjów. Jako reprezentant SF od 2001 do 2006 zasiadał w radzie okręgu Fionia, a od 2005 do 2007 w radzie gminy Odense.
W 1979 kandydował do parlamentu z listy socjalistyczno-marksistowskiej Venstresocialisterne. Od 1993 wielokrotnie bez powodzenia ubiegał się o miejsce w Folketingecie z ramienia SF. Po raz pierwszy znalazł się w parlamencie w kadencji 2007–2011. W 2013 wybrano go do legislatywy w Danii Południowej. W 2014 czasowo był zastępcą posła. Sprzeciwił się wówczas władzom partii w sprawie sprzedaży państwowego koncernu energetycznego Dong i oponował za wyjściem z koalicji. W 2015 ponownie uzyskał mandat w parlamencie.
W 2019 kandydował jednocześnie w wyborach do Europarlamentu i do Folketingetu. Wbrew zapowiedziom sprzed kampanii wyborczej, przyjął mandat w krajowym organie przedstawicielskim (co spotkało się z krytyką). Tym samym fotel w Europarlamencie przypadł Kirze Marii Peter-Hansen.

## Życie prywatne
Jest w związku, ma troje dzieci.